# Flodbarb
Flodbarb (Barbus barbus) är en art i familjen karpfiskar som framför allt lever i Mellaneuropas floder. 

## Utseende
Flodbarben är en långsträckt fisk med hög ryggfena och kraftig stjärtfena. Munnen har 5 skäggtömmar. Färgen är mycket varierande. Medellängden är omkring 30 cm, även om den som mest kan bli upp till 120 cm lång och nå en vikt av 12 kg.

## Vanor
Fisken lever i mindre stim nära bottnen i det övre loppet av floder med snabbt och klart vatten. Den föredrar sten- eller grusbotten. Den är främst aktiv på natten, då den äter insektslarver, små kräftdjur, blötdjur, små fiskar och växtdelar. Den kan bli 15 år gammal.

### Fortplantning
Flodbarben blir könsmogen vid 4 till 5 års ålder. Den leker i maj till juni. Under denna tid utvecklar hanarna rader med ljusa vårtor på huvudet och ryggen. Honan lägger normalt mellan 3 000 och 9 000 gulaktiga, svagt giftiga ägg. även om vissa underarter kan lägga upp till 32 000. Äggen är klibbiga och fastnar på stenar och dylikt. De kläcks efter 10 till 15 dagar.

## Utbredning
Arten finns i mellaneuropeiska floder norr om Pyreneerna och Alperna, från Adour i Frankrike i väst, till Njemen (i Vitryssland och Litauen) i öst. Den finns också i Dnepr och i östra England upp till Yorkshire. Introducerad i Italien.

## Kommersiell betydelse
Flodbarben är föremål för ett småskaligt fiske och anses vara en god matfisk. Den fiskas på krok, med nät och med ryssjor. Även sportfiske sker.